# دانشکده طب سنتی اردکان
دانشکده طب سنتی اردکان یکی از دانشکده‌های دانشگاه علوم پزشکی یزد است.